# Tlacotepec, Michoacán de Ocampo
Tlacotepec är en ort i Mexiko.   Den ligger i kommunen Tlalpujahua och delstaten Michoacán de Ocampo, i den sydöstra delen av landet, 120 km väster om huvudstaden Mexico City. Tlacotepec ligger 2 635 meter över havet och antalet invånare är 440.
Terrängen runt Tlacotepec är huvudsakligen kuperad, men åt sydväst är den platt. Runt Tlacotepec är det ganska tätbefolkat, med 179 invånare per kvadratkilometer. Närmaste större samhälle är Temascalcingo de José María Velazco, 19,3 km nordost om Tlacotepec. Trakten runt Tlacotepec består till största delen av jordbruksmark.